# Afrodita Kalipigos
Afrodita Kalipigos, znana tudi kot Venera Kalipigos (grško Ἀφροδίτη Καλλίπυγος), dobesedno pomeni Venera (ali Afrodita) z lepo zadnjico) , je star rimski marmorni kip, za katerega mislijo, da je kopija starejšega grškega izvirnika. Ženska v draperiji s posebno kretnjo (anasirma, grško ἀνάσυρμα) dviga svoj svetli peplos in razkriva boke in zadnjico, ozira se nazaj in navzdol čez ramo, kot da bi se morda ocenjevala. Naj bi bila Venera (Afrodita), čeprav je lahko tudi navadna smrtnica.
Današnji marmorni kip sega v pozno 1. stoletje pred našim štetjem . Izgubljeni grški izvirnik, na katerem menijo, da temelji, naj bi bil bron in uničen okoli 300 pred našim štetjem, do začetka helenistične dobe. Izvor marmorne kopije ni znan. Ponovno je bil odkrit v zgodnji moderni dobi, a brez glave. Glava je bila obnovljena, najprej v 16. stoletju in še enkrat v 18. stoletju (v tem primeru je kipar dokaj natančno sledil prejšnji obnovi). Obnovljena glava je gledala čez ramo in usmerjala dodatno pozornost na golo zadnjico in s tem prispevala k priljubljenosti. V 17. in 18. stoletju je bil kip opredeljen kot Venera in povezan s templjem Afrodite Kalipigos v Sirakuzah, o katerem je razpravljal Atenaj, grški retorik in gramatik ob koncu 2. in začetka 3. stoletja, v svojem delu Gostija sofistov. Kip je bil večkrat kopiran, med drugimi sta ga kopirala Jean-Jacques Clérion in François Barois.

## Zgodovina
Venera Kalipigos je rimsko delo v marmorju iz 1. st. pr. n. št. Velja, da je kopija ali parafraza starejšega grškega kipa, verjetno bronastega. Izgubljeni izvirnik naj bi nastal okoli 300 pr. n. št. v začetku helenistične dobe. Kipar in izvor marmorne različice nista znana. Kip je bil odkrit, brez glave, v Rimu vsaj v 16. stoletju. Včasih pravijo, da je bil najden v Neronovih ruševinah Zlate hiše, čeprav je to malo verjetno, saj tam odkriti deli niso kazali visoke kakovosti umetniških del, kot je Venera.
Manjkajoča glava je bila obnovljena v 16. stoletju. Restavrator se je odločil za pogled čez njeno ramo na zadnjico, izbira, ki je Veneri dala značilen položaj in pomembno vplivala na kasnejše razlage dela. Kip je kupila družina Farnese in je bil do leta 1594 v Farnesejevi palači. V 17. stoletju je bil v palači v Sobani filozofov, v kateri je bil obkrožen s kipi 18 starih filozofov. Leta 1731 je Farnesejevo posestvo podedoval Karel Burbonski, ki je preselil nekaj marmorja, tudi Venero, čez reko Tibero v Farnesejevo vilo. 
Leta 1786 so se Burboni odločili, da Venero Kalipigos premaknejo v Neapelj s preostalo Farnesejevo zbirko. Obnovil jo je Carlo Albacini. Upošteval je sodobne kritike in nadomestil glavo, roke in eno nogo. Precej zvesto je sledil prejšnji obnovi, ko je ženska gledala nazaj čez svojo ramo. Do leta 1792 je bil kip v muzeju v Capodimonteju v Neaplju, do leta 1802 pa je bil v šolskem muzeju, ki je zdaj Neapeljski narodni arheološki muzej, kjer je še vedno. 

## Razlage
Odločitev restavratorjev, da kip gleda čez svoj hrbet, je močno vplivala na poznejše razlage, dokler nista klasicista Mary Beard in J. G. W. Henderson napisala, da so namesto fragmenta ustvarili mojstrovino. Obnovljena poza kipa opozarja na golo zadnjico in daje figuri izrazito erotični vidik. Obnova je v glavah gledalcev opozorila na zgodbo, zapisano v Atenajevi Gostiji sofistov o ustanovitvi templja Afrodite Kalipigos v antičnih Sirakuzah na Siciliji.  Po Atenaju sta lepi sestri s kmetije v bližini Sirakuz razpravljali, katera od njiju ima lepšo zadnjico. Presodil naj bi mladi mimoidoči. Pokazali sta se potniku, sinu bogatega moža, ki se je odločil za starejšo sestro. Nato se je vanjo tako zaljubil, da je zbolel. Ko je mlajši brat ugotovil, kaj se je zgodilo, je šel pogledat dekle in se zaljubil v mlajšo sestro. Ker nista hotela nič slišati o drugih nevestah, je njun oče uredil, da sta se sestri omožili z njima. Ljudje so sestri imenovali "kalipugi" (ženski z lepo zadnjico) in novo odkrito srečo  namenili templju Afrodite, ki so jo imenovali Kalipigos. 
Drugi viri omenjajo kult Afrodite Kalipigos v Sirakuzah. Krščanski pisatelj Klemen Aleksandrijski jo je vključil na seznam erotičnih znakov poganske religije . Od 16. stoletja je Atenajeva zgodba oživela v predelani zgodbi iz klasične mitologije Le Imagini Vincenza Cartarija. Mnogi gledalci iz 17. in 18. stoletja so kip enačili z boginjo in domnevali, da je delo kultna podoba iz templja Venere Kalipigos. Tako je bilo takrat pogosto omenjeno, da je bila Venera kopalka. Drugi so jo namesto tega označili kot "lepa zadnjica" deklet iz Atenajeva zgodbe in kot taka je bila znana tudi kot La Belle Victorieuse ali La Bergère Grecque.
Leta 1836 je Famin kip imenoval "očarljiv kipec", vendar je opozoril, da je bil "postavljen v rezervirano dvorano, v kateri so ga radovedneži gledali le pod nadzorom skrbnika, čeprav ta previdnost  ni preprečila božanja oblin in dajanja nespodobnih poljubov, ki so jih fanatični oboževalci vsakodnevno vtisnili na kip, da je bila prekrita s temnim odtenkom. Vedeli smo, da se je mlad nemški turist s strahovito strastjo razgrel za ta ogromni marmor; sočustvovanje z njegovim duševnim stanjem je povzročilo, da se mu nismo posmehovali". 

## Sodobne kopije
V Versailles so odpeljali marmorno kopijo Jeana-Jacquesa Clériona (1686). Drugo kopijo je izdelal François Barois med bivanjem na francoski akademiji v Rimu v letih 1683 do 1686, ki so jo tudi odpeljali v Versailles, nato v Marly-le-Roi leta 1695, kjer je Jean Thierry za kip naredil dodatne marmorne draperije, da ne bi užalil vse bolj čistunskega javnega okusa. V Marlyju je ostal do revolucije, nato pa je bil prestavljen v Jardin des Tuileries. 
Augustus Strong je naročil kopijo, ki jo je izdelal Pierre de l'Estache v Rimu med letoma 1722 in 1723 za Grosser Garten v Dresdnu, vendar je bila uničena leta 1945 (Desmas 2002). 

## Sodobno razumevanje
Prepoznava kipa v 19. stoletju je v 20. stoletju oživela zaradi francoskega pisca besedil Georgesa Brassensa, ki se v Vénus Callipyge [17] izrecno sklicuje na Jeana de la Fontaina in njegove zgodbe Conte tiré d'Athénée[18 ]  (tretje pod naslovom razuzdane zgodbe (contes libertins), prvi dve v Première partie, objavljeni 10. januarja 1665), v katerih parafrazira Atenajev opis in ga konča v neposredni povezavi s slavnimi zadnjicami:
C'eût été le temple de la Grèce / Pour qui j'eusse eu plus de dévotion
To je bil grški tempelj,/ki bi mu jaz izkazal največ predanosti.